# Magokoro
Magokoro (まごころ, lit. sinceridade) é um filme de drama japonês de 1939 escrito e dirigido por Mikio Naruse. É baseado em um conto do escritor japonês Yōjirō Ishizaka.

## Sinopse
Numa pequena cidade do interior do Japão, o ano letivo termina. Enquanto Tomiko, filha de mãe solteira e oriunda da classe média baixa, foi classificada como a melhor aluna de sua turma, sua colega e amiga Nobuko, filha de uma família de classe alta, ficou em décimo lugar. Durante uma discussão entre a Sra. Asada e seu marido Keikichi sobre as notas baixas de Nobuko e sua nova professora, a quem a Sra. Asada responsabiliza pelo fracasso da filha, é revelado que Keikichi e a mãe de Tomiko, Tsuta, já tiveram um caso amoroso. Em lágrimas, a Sra. Asada discute com o marido por ainda amar outra mulher, tudo isso sendo escutado por Nobuko. No dia seguinte, Nobuko conta a Tomiko sobre a conversa de seus pais, e as duas começam a chorar quando discutem sobre suas diferentes famílias. Mais tarde, quando Nobuko se machuca durante uma ida ao banho, Tomiko liga para a mãe pedindo ajuda, o que leva a um encontro curto, educado, porém distante, entre Tsuta e Keikichi. Keikichi dá a Tomiko uma boneca francesa como forma de agradecimento, mas Tomiko percebe o desconforto da mãe com o presente e o devolve aos Asada. A Sra. Asada confronta o marido com seu presente para Tomiko e, em troca, é repreendida por ele por suas frequentes reclamações. Quando ele revela que acaba de receber a primeira impressão de seu livro, ela pede desculpas pelo seu egoísmo, ao que ele responde: “agora posso ir para a guerra sem preocupações”. Na última cena, as duas meninas e suas mães são vistas lado a lado no meio de uma multidão animada, dando adeus a Keikichi e aos novos recrutas que lutarão na guerra.

## Elenco
- Etchan como Nobuko
- Teruko Kato como Tomiko
- Takako Irie como Tsuta, mãe de Tomiko
- Sachiko Murase como Sra. Asada, mãe de Nobuko
- Minoru Takada como Keikichi Asada, pai de Nobuko
- Sōji Kiyokawa como Iwata, o professor
- Fusako Fujima como avó de Tomiko

## Recepção
A biógrafa de Naruse, Catherine Russell, intitula Magokoro, junto com seu outro filme de 1939, Hataraku ikka, como os dois filmes principais do diretor desse período, um "elo entre o shoshimin-eiga de Naruse antes e depois da guerra". Segundo Russell, o diretor queixou-se das intervenções do conselho de censura nacional neste filme, que a instituição chamou de "filme de frente doméstica", mas onde Naruse salientou que o "contexto de guerra é pouco mais que um pano de fundo", realçando a sua "silenciosa beleza pastoral". Dan Sallitt, crítico americano de cinema, percebe detalhes comportamentais nítidos e diálogos sutis, mas uma estrutura insatisfatória e uma vaga motivação dos personagens no clímax do filme, especulando se essas deficiências resultam da intervenção da censura que não permitiria o personagem Keikichi, um símbolo do zelo militar japonês, como objeto de crítica.